# Cheng Shifa
Cheng Shifa (xinès tradicional: 程十髮, xinès simplificat: 程十发, pinyin: Chéng Shífà, Songjiang, Jiangsu, 1921 - Xangai, 17 de juny de 2007) també conegut com a Cheng Tong i Shifa Jushi, fou un artista xinés. De caràcter polifacètic, es va dedicar a la pintura, a la cal·ligrafia i al dibuix de còmics. Abans de dedicar-se a les arts plàstiques va començar a estudiar medicina.
Va néixer a Songjiang, província de Jiangsu, població al voltant de Xangai, actualment Fengjing; i va començar a ser conegut com a dibuixant de contes de Lu Xun però ha arribat a ser famós per les seves pintures naturalistes de característiques tradicionals, Cheng es va graduar al “Col·legi d'Art de Xangai” el 1941. La seva primera exposició data del 1942. Va destacat com a paisatgista, com a pintor de flors i ocells i dibuixant de tebeos. En les seves obres es pot observar el seu interès per les minories ètniques del seu país. Ha fet donació dels seus treballs a l'”Acadèmia de Pintura de Xangai” i a la ciutat de Songjiang. Va ser president de l'Acadèmia de Pintura Xinesa de Xangai. Artista cotitzat com ho demostren els preus que han aconseguit les seves obres en subhastes.
Va faltar el 17 de juny de 2007, afectat del cor i el ronyó.